# Zatoka Józefa Bonapartego
Zatoka Józefa Bonapartego (ang. Joseph Bonaparte Gulf) – zatoka Morza Timor, u północnego wybrzeża Australii, na granicy Terytorium Północnego i Australii Zachodniej.
Zachodni kraniec zatoki wyznacza przylądek Cape Londonderry, za wschodni kraniec uznawany jest przylądek Cape Scott bądź położony nieco dalej Point Blaze. Szerokość zatoki u wejścia wynosi około 300 km. Odnogą Zatoki Józefa Bonapartego jest zatoka Cambridge, do której uchodzą rzeki Ord, Durack, Pentecost i Forrest. Inne rzeki uchodzące do zatoki to Victoria i Fitzmaurice.
W 1644 roku dotarł tu holenderski żeglarz Abel Tasman. W 1803 roku zatokę odwiedził francuski podróżnik Nicolas Baudin, który nadał jej nazwę na cześć Józefa Bonapartego, starszego brata Napoleona Bonapartego i przyszłego króla Hiszpanii.